# Mexcala rufa
Espèce
Mexcala rufa est une espèce d'araignées aranéomorphes de la famille des Salticidae.

## Distribution
Cette espèce se rencontre en Afrique du Sud, en Namibie et au Botswana.

## Description
Le mâle holotype mesure 8 mm.

## Systématique et taxinomie
Cette espèce a été décrite par Peckham et Peckham en 1902.

## Publication originale
- Peckham & Peckham, 1902 : « Some new genera and species of Attidae from South Africa. » Psyche, vol. 9, p. 330-335 (texte intégral).